# واکنش رامبرگ–بکلوند
واکنش رامبرگ–بکلوند (به انگلیسی: Ramberg–Bäcklund reaction) یک واکنش آلی است که طی آن یک آلفا-هالو سولفون در حضور یک باز و از طریق از دست دادن یک گروه دی‌اکسید گوگرد به یک آلکن تبدیل می‌شود. این واکنش به افتخار دو شیمیدان سوئدی به نام‌های لودویگ رامبرگ و بریگر بکلوند نامگذاری شده‌است. کربانیون تولیدشده در اثر پروتون‌ زدایی، یک اپی‌سولفون ناپایدار ایجاد می‌کند که با از دست دادن دی‌اکسید گوگرد تجزیه می‌شود. این مرحله حذف به‌عنوان یک حذف حلقوی هماهنگ در نظر گرفته می‌شود.